# Pterocerina colorata
Pterocerina colorata är en tvåvingeart som beskrevs av Friedrich Georg Hendel 1909. Pterocerina colorata ingår i släktet Pterocerina och familjen fläckflugor. Inga underarter finns listade i Catalogue of Life.